# 高碘酸银
高碘酸银是一种无机化合物，化学式为AgIO4，它是银的高碘酸盐之一。它的一水合物可由原高碘酸盐Ag2H3IO6和硝酸反应得到，加热脱水得到无水物。高碘酸钾和硫酸银在浓硫酸中反应，或和高氯酸银在浓硝酸中反应，也能得到无水高碘酸银。
它的I NMR碘化学位移为αiso +0.541(5)%、αax −0.033(10)%。